# استانیسواوا اومینسکا
استانیسواوا اومینسکا (لهستانی: Stanisława Umińska؛ ۱۷ نوامبر ۱۹۰۱ – ۲۵ دسامبر ۱۹۷۷) بازیگر اهل لهستان بود.
از فیلم‌ها یا مجموعه‌های تلویزیونی که وی در آن‌ها نقش داشته‌است، می‌توان به پان تفاردوفسکی اشاره نمود.